# Miloš Sokola
Miloš Sokola (18. dubna 1913 Bučovice – 28. září 1976 Malé Kyšice) byl český houslista a hudební skladatel.

## Život
Rodiče skladatele byli nadšenými hudebními amatéry. Otec byl tenoristou v bučovickém pěveckém spolku Hvězda, matka zase zpívala v ženském sboru spolku Osvěta. Syn hrál od dětství na klavír a na housle. Po prvních čtyřech ročnících reálného gymnázia vstoupil na brněnskou konzervatoř. Studoval nejprve hru na housle Oldřicha Vávry. Po absolutoriu pokračoval studiem skladby u Viléma Petrželky. V letech 1938–1940 navštěvoval mistrovskou školu pražské konzervatoře. Jeho učitelem byl Vítězslav Novák. S existenčních důvodů studia přerušil, vrátil se na Moravu, a stal se správcem hudební školy spolku Moravan v Kroměříži. Na podzim roku 1942 byl přijat Václavem Talichem do orchestru Národního divadla v Praze, což mu umožnilo i dokončit studium skladby. Absolvoval u Jaroslava Křičky.
V Národním divadle působil až do odchodu do důchodu v roce 1973. Na sklonku života žil v Malých Kyšicích nedaleko Unhoště a zcela se věnoval kompozici. Zemřel 27. září 1976 ve věku 63 let, krátce po dokončení svého životního díla, Sinfonie variazione. Je pochován na pražském Slavíně.
Dílo Miloše Sokoly vychází z nejlepších tradic české hudby 20. století, vytvořil si však svůj vlastní osobitý sloh. Největšího úspěchu dosáhl svými skladbami pro varhany, které se dostaly na repertoár předních českých i světových varhaníků.

## Dílo

### Orchestrální skladby
- Passacaglia, toccata a fuga (1943)
- Variace na téma Vítězslavy Kaprálové (1952)
- Koncert pro housle a orchestr (1952)
- Devátý květen. Symfonická báseň (1960)
- Koncert pro varhany a smyčcový orchestr (1971)
- Concertino pro klavír a komorní orchestr (1974)
- Symfonický triptych (1976)
- Sinfonia variazione (1976)

### Varhanní skladby
- Passacaglia, toccata, chorál a fuga (1946)
- Ciaccona (1958)
- PassacagIia quasi toccata B-A-C-H (1963)
- Introdukce a fuga B-A-C-H (1972)
- Studie B-A-C-H (1972)
- Andante cantabile (1973)
- Passacaglia a fuga (1976)

### Vokální skladby
- Marnotratný syn. Opera na libreto Václava Renče (1948)
- Balada o snu, kantáta pro soprán, baryton, mužský sbor a orchestr na slova Jiřího Wolkera (1938)
- Moře. Preludium, variace a fuga pro baryton, smíšený sbor a orchestr na slova Jiřího Wolkera (1945)

Sbory
- Šťastnému děvčeti. Cyklus mužských sborů na slova Jiřího Wolkera (1946)
- Dva mužské sbory na slova Františka Halase (1969)
- Zpěv lidského srdce. Mužský sbor na slova Oldřicha Mikuláška (1969)
- Na břehu řeky Svratky. Mužský sbor na slova Vítězslava Nezvala (1974)

Písně
- Dvě písně pro nižší hlas a klavír na slova Vítězslava Nezvala (1932)
- V tmách. Písně pro hlas, violu a klavír na slova Franze Werfela a O. Picka (1932)
- Zpěvy o lásce, pro soprán a varhany nebo klavír na slova Chalíla Džibrána (1941)
- Ukolébavky pro alt a klavír na slova českých básníků (1945)
- Steam-boat. Píseň pro hluboký hlas a klavír na slova Tristana Corbièra (1946)
- Popěvky o lásce. Cyklus písní pro tenor a klavír na slova Jaroslava Seiferta (1970)

### Komorní hudba
- Čtyři skladby pro housle a klavír (1932)
- Smyčcový kvartet č. 1 (1944)
- Smyčcový kvartet č. 2 „Píseň nejvyšší věže“ s tenorovým sólem na slova A. Rimbauda (1946)
- Smyčcový kvartet č. 3 (1955)
- Smyčcový kvartet č. 4 (1964)
- Sonáta pro housle a klavír (1968)
- Smyčcový kvartet č. 5 (1973)
- Dechový kvintet (1973)
- Sonáta pro violoncello a klavír (1974)
- Largo pro violoncello a varhany (1974)

### Klavírní skladby
- Pět miniatur pro klavír (1931)
- Sonáta pro klavír (1946)
- Valčíky pro klavír (1953)
- Dvanáct preludií pro klavír (1954)
- Suita pro klavír pravou rukou (1972)